# Stina Esp
Stina Esp (1965) è un'ex sciatrice alpina norvegese.

## Biografia
Sciatrice polivalente, la Esp debuttò in campo internazionale ai Mondiali juniores di Auron 1982, dove si classificò 18ª nella discesa libera, 25ª nello slalom gigante, 19ª nello slalom speciale e 8ª nella combinata, e vinse la medaglia d'oro nello slalom speciale ai Campionati norvegesi di quella stessa stagione; l'anno dopo nella rassegna iridata giovanile di Sestriere 1983 si piazzò 14ª nello slalom gigante e conquistò la medaglia d'oro nella combinata ai Campionati norvegesi 1983. Non prese parte a rassegne olimpiche né ottenne piazzamenti in Coppa del Mondo o ai Campionati mondiali.

## Palmarès

### Campionati norvegesi
- 5 medaglie[senza fonte] (dati parziali fino alla stagione 1981-1982):
  - 2 ori (slalom speciale nel 1982; combinata nel 1983)[2]
  - 2 argenti (slalom gigante, slalom speciale nel 1983)
  -  1 bronzo (slalom speciale nel 1985)[senza fonte]